# Eremocossus vaulogeri
Eremocossus vaulogeri is een vlinder uit de familie van de Houtboorders (Cossidae). De wetenschappelijke naam van deze soort is voor het eerst gepubliceerd in 1897 door Otto Staudinger.

## Verspreiding
De soort komt voor in Senegal, Mauritanië, Westelijke Sahara, Marokko, Algerije, Tunesië, Libië, Egypte, Syrië, Israël, Jordanië, Irak en Iran.

## Ondersoorten
- Eremocossus vaulogeri vaulogeri (Staudinger, 1897)
  - = Eremocossus vaulogeri baloutchistanensis (Daniel, 1949)
    - = Holcocerus baloutchistanensis Daniel, 1949

  - = Eremocossus vaulogeri bianchii (Krüger, 1934)
    - = Cossus (Holcocerus) bianchii Krüger, 1934

  - = Eremocossus vaulogeri blanca (Daniel, 1949)
    - = Hypopta vaulogeri blanca Daniel, 1949

  - = Eremocossus vaulogeri hartigi (Rebel, 1935)
    - = Dyspessa hartigi Rebel, 1935

  - = Eremocossus vaulogeri intermedia (Krüger, 1939)
    - = Dyspessa intermedia Krüger, 1939

  - = Eremocossus vaulogeri maxima (Turati, 1930)
    - = Dyspessa jordana maxima f. n. Turati, 1930

  - = Eremocossus vaulogeri saharae (Lucas, 1907)
    - = Cossus saharae Lucas, 1907

  - = Eremocossus vaulogeri suavis (Staudinger, 1900)
    - = Endagria jordana var. suavis Staudinger, 1900
- Eremocossus vaulogeri jordana (Staudinger, 1897)
  - = Hypopta ? jordana Staudinger, 1897
- Eremocossus vaulogeri senegalensis Le Cerf, 1919